# Čtyři staré
Čtyři staré nebo také čtyři přežitky (ZZ: 四旧; TZ: 四舊; pchin-jin: sìjiù; česká transkripce: s'-ťiou) byly termínem užívaným rudými gardami během Kulturní revoluce v Číně. Tento pojem byl používán ve vztahu k prvkům tradiční čínské kultury a čínské společnosti před komunismem, které se rudé gardy snažily zničit, protože na ně bylo nahlíženo jako překážka bránící modernizaci čínské společnosti. Čtyřmi přežitky bylo míněno: staré myšlení, stará kultura, staré zvyky a staré obyčeje. Kampaň, která měla zajistit zničení čtyř starých, začala v Pekingu 19. srpna 1966 krátce po vyhlášení Kulturní revoluce.

## Původ termínu
Pojem „čtyři přežitky“ se poprvé objevil 1. června 1966 v Lidovém deníku v úvodníku pojmenovaném Vymýtit všechny ďábly, jehož autorem byl Čchen Po-ta, tehdejší přední ideolog Komunistické strany Číny.
8. srpna 1966 byl na rozšířeném zasedání Ústředního výboru KS Číny přijat dokument nazvaný Rozhodnutí ÚV KS Číny o Velké proletářské revoluci (také známý jako Šestnáctibodový dokument). Tento dokument je považován za oficiální začátek Kulturní revoluce a zdůrazňoval důležitost „zničení čtyř starých a vytvoření čtyř nových“.
18. srpna 1966 se na náměstí Nebeského klidu v Pekingu konalo první masové shromáždění rudogardistické mládeže, se kterou se Mao Ce-tung setkal poprvé. Po jeho boku stál také maršál Lin Piao, který vyjádřil podporu kampani „Zničit čtyři staré“ a zároveň vyzval rudé gardy, aby útočily na „staré myšlenky, starou kulturu, staré zvyky a návyky“. Feudální ideologie omezovala myšlení lidí po tisíce let a teď bylo načase, aby tyto pozůstatky staré kultury a společnosti byly odstraněny.

## Kampaň
Kampaň pod názvy „Boj proti čtyřem přežitkům“, „Odstranit čtyři staré“ (čínsky: 破四旧; pchin-jinem: pcho s'-ťiou) nebo „Zničit čtyři staré, vybudovat čtyři nové“ (čínsky: 破四旧、立四新; pchin-jinem: pcho s'-ťiou, li s'-sin) začala v Pekingu 19. srpna 1966 a brzy se šířila po celé zemi. Tímto dnem také započalo běsnění rudých gard ve jménu zničení čtyř starých, které vygradovalo k útokům na nevinné lidi, někdy i k jejich zabití, a ničení starobylých kulturních památek. 
Definice termínu „čtyři staré“ byla dosti vágní. Strana nestanovila jasně, co spadalo do skupiny čtyř starých, takže v praxi všechno, co existovalo ještě před založením ČLR, bylo vystaveno riziku drancování a ničení.
Prvními změnami, které nastaly po zahájení kampaně, byly nové místní názvy, nové názvy obchodů a rodná jména. Např. pekingská ulice „Věčného míru“ se přejmenovala na ulici „Východ je rudý“, park „Nebe a srdce“ se stal „Lidovým parkem“, obchod s oblečením „Modré nebe“ byl přejmenován na „Bránit Mao Ce-tunga“. Nově vzniklé místní názvy se ale v pozdějších letech většinou vrátily ke svým původním podobám. Někteří lidé se přejmenovali nebo své děti narozené během revoluce pojmenovali tak, aby poukázali na své revoluční zanícení. Vznikala kupříkladu jména jako Weihong 卫红 („ochraňovat rudou“, tedy revoluci) nebo Jige 继革 („pokračovat v revoluci“).
Oběťmi rudých gard byly především bohaté rodiny a intelektuálové. Násilí gard se ale neomezovalo jenom na ně. Útočily i na prosté občany, kteří jim připadali zasažení tradičním vzděláním nebo cizími vlivy. Rudé gardy vnikaly do domů bohatých, zabavily vše, co mělo nějakou hodnotu, a to, co jim připadalo jako vyobrazení čtyř starých, zničily. To  vedlo k pálení klasických knih nebo ničení tradičních čínských maleb. Mezi knihy, které byly ničeny a páleny, patřily i rodokmeny nebo rodové knihy. Obyvatelé domu byli leckdy biti, nuceni jít uličkou hanby nebo v některých případech i zabiti.
 

Jednou z mnoha historických památek, které byly poničeny během běsnění rudých gard, byla například hrobka Konfucia a jeho potomků v Čchü-fu. Rudé gardy měly také v plánu vniknout do Zakázaného města a zničit vše „staré“, ale když se o tomto plánu dozvěděl premiér Čou En-laj, nechal Zakázané město uzavřít a vyslal tam armádu, která se měla postarat o jeho ochranu. Dalšími z památek, které se podařilo ochránit, byly i významná archeologická naleziště a nálezy učiněné během Kulturní revoluce, a to naleziště Ma-wang-tuej a terakotová armáda.

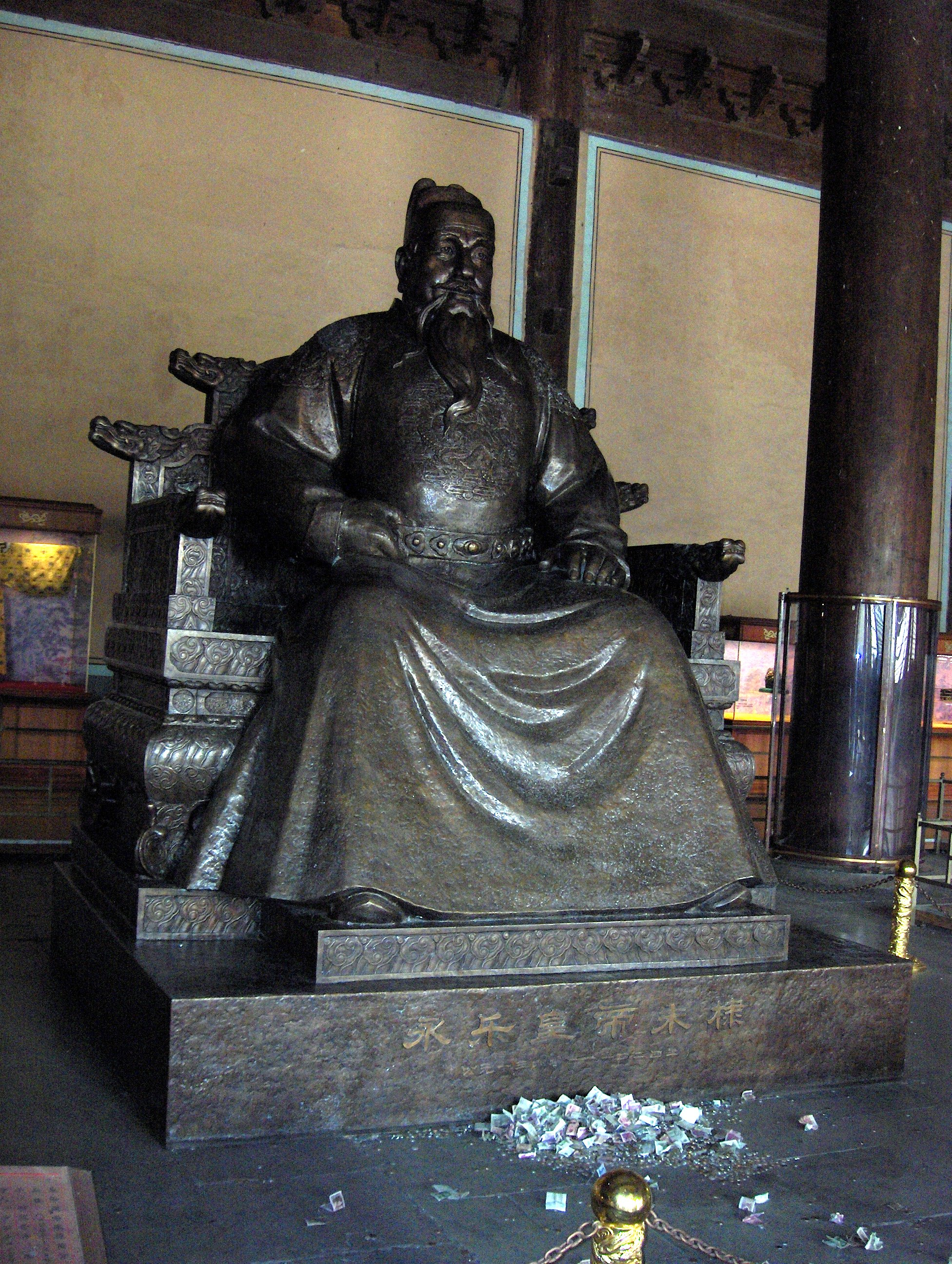
Tato socha císaře Jung-le byla původně vytesaná z kamene, ale během Kulturní revoluce byla zničena. Místo ní byla vytvořena její bronzová replika.
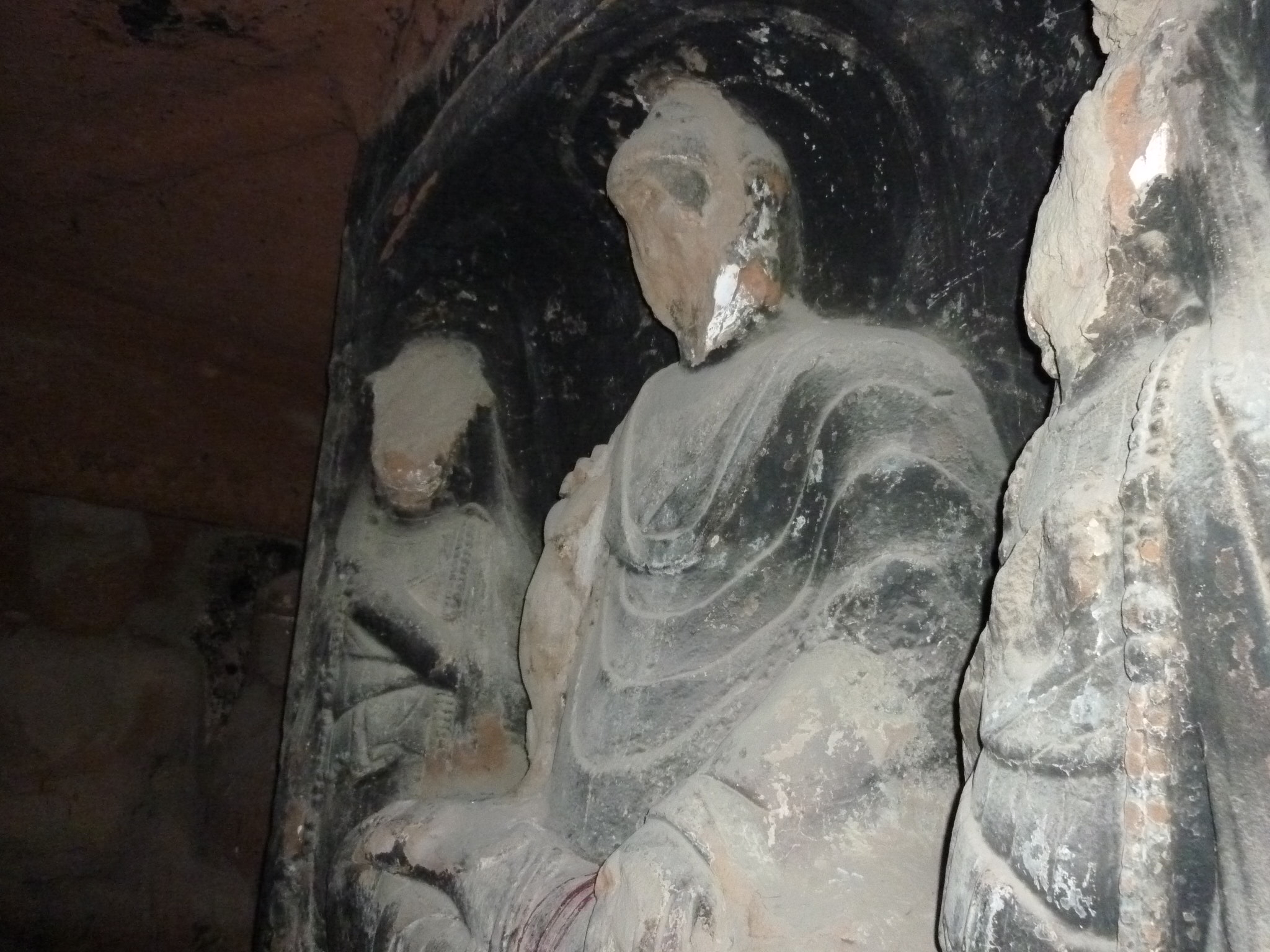
Sochy buddhů poničené během Kulturní revoluce
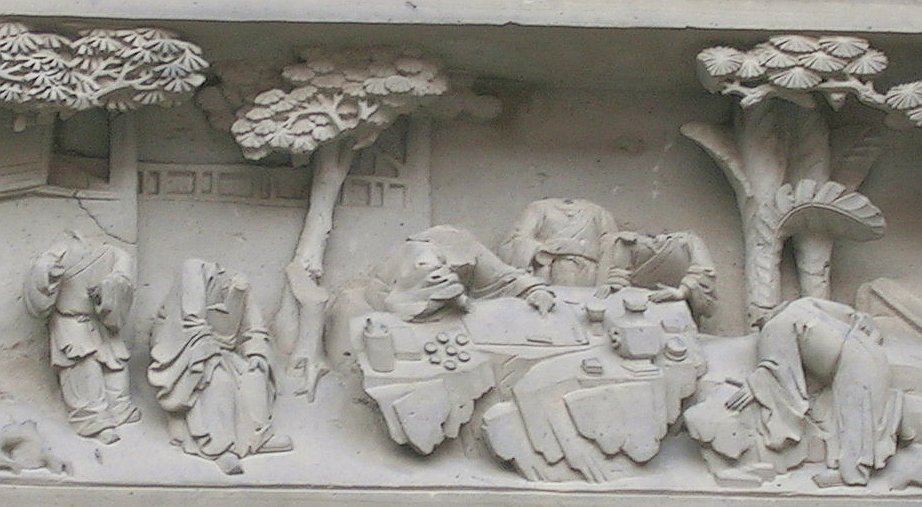
Reliéf ze zahrady bohatého císařského úředníka ve městě Su-čou poškozený během Kulturní revoluce
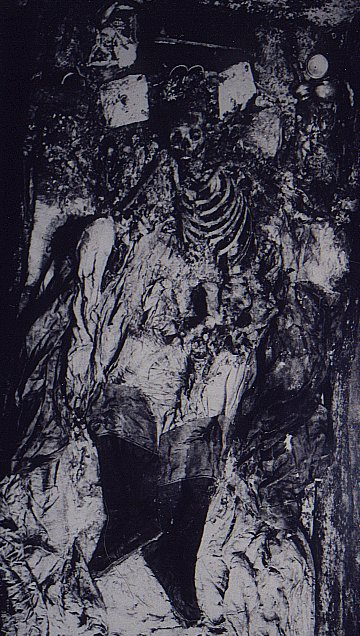
Pozůstatky mingského císaře Wan-li. Ostatky císaře Wan-li, jeho císařovny a konkubín byly během Kulturní revoluce rudými gardami vytaženy z mingských hrobek, „kritizovány“ a následně spáleny.